# Rhynchostegium shawii
Rhynchostegium shawii là một loài rêu trong họ Brachytheciaceae. Loài này được Hutsemekers & Vanderp. mô tả khoa học đầu tiên năm 2012.